# Солунски крайградски пътнически влак
Солунският крайградски пътнически влак (на гръцки: Προαστιακός Σιδηρόδρομος Θεσσαλονίκης, Proastiakós Sidiródromos Thessaloníkis) е трилинеен влак – Проастикос, обслужващ град Солун и неговите предградия, както и райони отвъд тях, включително областните единици Иматия, Пела и Сяр.
За разлика от Атинския крайградски пътнически влак, трите линни служат за средно разстояние в три главни насоки – към Воден и Сяр, Централна Македония, и към Лариса, Тесалия. Метрополията на Солун е обслужвана от Солунското метро.

## Линии и услуги
Солунският крайградски пътнически влак се състои от три линии:
- Линия 1 свързва Лариса и Солун, с някои влакове, тръгващи от Палиофарсалос (виж: Железопътна линия Пирея – Солун)
- Линия 2 върви между Солун и Лерин, с някои влакове, тръгващи от Воден (виж: Железопътна линия Солун – Битоля)
- Линия 3 свързва Солун и Сяр (виж: Железопътна линия Солун – Дедеагач)

Влаковете пътуват от около 6:00 сутринта до 22:00 вечерта, ежедневно, веднъж на час. От 2014 година пътуванията към Воден са намалени от 8 на 6 дневно.
| Линия   | Открит                                                                   | Маршрут        | Дължина  | Електрификация | Максимална скорост | Гари |
| ------- | ------------------------------------------------------------------------ | -------------- | -------- | -------------- | ------------------ | ---- |
| Линия 1 | 7 септември 2007 (Литохоро – Солун) 7 септември 2008 (Лариса – Литохоро) | Солун – Лариса | 165,2 km | Да             | 160 km/h           | 12   |
| Линия 2 | 25 януари 2008 (Солун – Воден) 10 август 2013 (Воден – Лерин)            | Солун – Лерин  | 111,7 km | Не             | 120 km/h           | 17   |
| Линия 3 | 3 февруари 2020 (Солун – Сяр)                                            | Солун – Сяр    | 158,9 km | Не             |                    | 20   |